# Rhinobothryum
Rhinobothryum är ett släkte av ormar. Rhinobothryum ingår i familjen snokar.
Arterna är med en längd av 150 till 300 cm stora och smala ormar. De förekommer i Central- och Sydamerika. Individerna lever i skogar och klättrar på träd. De är nattaktiva. Dessa ormar har påfallande tvärband och liknar korallormen Micrurus alleni som är giftig.
Arter enligt Catalogue of Life:
- Rhinobothryum bovallii
- Rhinobothryum lentiginosum